# Volvera
Volvera (piemontiul: La Volvera) 8500 lakosú község Torino megyében.

## Külső hivatkozások
- Volvera hivatalos honlapja
- Michelin térkép
- Volvera Rugby